# Sembello
Sembello（センベロ）は、日本のバンド。レーベルはcutting edge。

## メンバー
- 沖祐市（おき ゆういち、1966年9月5日 - ）
  - キーボード、ピアノ担当。東京スカパラダイスオーケストラのメンバー。
- 田中邦和（たなか くにかず）
  - サックス担当。SOH BANDの正式メンバー。Hot Buttered Loveのサポートメンバー。

## 作品

### シングル
- Sembellogy（2003年7月9日）

### アルバム
- Sembellogy（2003年8月6日）
- The Second Album（2004年11月25日）
- Kairos（2006年6月7日）

## 出演
- TV
  - JUSTA TV
- ライブ
  - ライジング・サン・ロックフェスティバル